# Collegi elettorali del Regno di Sardegna
Tabelle riepilogative dei collegi elettorali in uso nel Regno di Sardegna per le elezioni svolte tra il 1848 e il 1860.

## Cronologia
Dati delle votazioni effettuate tra il 1848 e il 1860 per il Regno di Sardegna (legislature I-VII).
| Legislatura | Elezioni | Votazione        | Votazione           | Collegi | Deputati     | Scrutinio   | Sede del Parlamento |
| Legislatura | Elezioni | I turno          | Ballottaggio        | Collegi | Deputati     | Scrutinio   | Sede del Parlamento |
| ----------- | -------- | ---------------- | ------------------- | ------- | ------------ | ----------- | ------------------- |
| I           |          | 27 aprile 1848   | [ 3 ]               | 204 +18 | 222 (Elenco) | uninominale | Torino              |
| II          |          | 22 gennaio 1849  | [ 3 ]               | 204 +18 | 222 (Elenco) | uninominale | Torino              |
| III         |          | 15 luglio 1849   | 22 luglio 1849      | 204     | 204 (Elenco) | uninominale | Torino              |
| IV          |          | 9 dicembre 1849  | 10-11 dicembre 1849 | 204     | 204 (Elenco) | uninominale | Torino              |
| V           |          | 8 dicembre 1853  | 11 dicembre 1853    | 204     | 204 (Elenco) | uninominale | Torino              |
| VI          |          | 15 novembre 1857 | 18 novembre 1857    | 204     | 204 (Elenco) | uninominale | Torino              |
| VII         |          | 25 marzo 1860    | 29 marzo 1860       | 387     | 387 (Elenco) | uninominale | Torino              |

## 1848-1860: collegi uninominali
Le elezioni dal 1848 (I legislatura del Regno di Sardegna) al 1860 (VII legislatura del Regno di Sardegna) si svolsero con sistema maggioritario con collegio uninominale a doppio turno.

### 1848
Nel 1848, insieme alla legge elettorale del Regno di Sardegna del 17 marzo, furono stabiliti 204 collegi elettorali uninominali, che rimasero in uso per le prime sei legislature.
In via transitoria per l'isola di Sardegna nelle province con più collegi fu stabilito di suddividere gli elettori alfabeticamente (e non per territorio) in gruppi di pari numero.
Sempre nel 1848, il 29 maggio vennero aggiunti 8 collegi elettorali (con numeri da 205 a 212) per il territorio piacentino e il 19 giugno vennero aggiunti 10 collegi elettorali (con numeri da 213 a 222) per il territorio parmense. Questi diciotto collegi rimasero in uso solo per le elezioni delle prime due legislature a causa della perdita dei relativi territori da parte del Regno di Sardegna.

### 1856
Nel 1856 anche i collegi della Sardegna vennero definiti territorialmente (numeri da 181 a 204), stabilendo i relativi capoluoghi.

### 1860
Tra la fine del 1859 e l'inizio del 1860, in seguito all'annessione al Regno di Sardegna di diversi territori, vennero riformati i collegi elettorali per le elezioni politiche della VII legislatura.
I nuovi collegi vennero definiti progressivamente:
- a novembre 1859 vennero indicati 260 collegi uninominali per 17 province[17]
- a gennaio 1860 vennero aggiunti 70 collegi (numeri da 261 a 330) per 8 province dell'Emilia[18]
- sempre a gennaio 1860 vennero aggiunti 57 collegi (numeri da 331 a 387) per 7 province toscane[19]

In seguito alla cessione di Nizza e Savoia nel 1860, i collegi delle province di Annecy e di Chambéry e una parte dei collegi della provincia di Nizza cessarono di far parte del Regno.